# Sarbeg Beriaschwili
Sarbeg Iwanowitsch Beriaschwili (georgisch ზარბეგ ბერიაშვილი, russisch Зарбег Иванович Бериашвили; * 10. September 1939 in Tiflis; † 22. April 2020) war ein sowjetischer Ringer georgischer Abstammung, Weltmeister und dreifacher Europameister im freien Stil im Leicht- bzw. Weltergewicht.

## Werdegang
Sarbeg Beriaschwili stammt aus Georgien. Er wurde nach ersten Erfolgen zum Ringerzentrum in Tiflis delegiert und reifte dort zu einem hervorragenden Freistilringer heran. Zu Beginn der 1960er Jahre wurde er in die sowjetische Nationalmannschaft der Freistilringer aufgenommen und erstmals bei der Weltmeisterschaft 1963 in Sofia bei einer internationalen Meisterschaft eingesetzt. In Sofia konnte er gleich einen großen Erfolg erzielen, denn er wurde Vize-Weltmeister. Er besiegte dabei solche Könner wie Enju Valtschew-Dimow aus Bulgarien und Mahmut Atalay aus der Türkei. Etwas überraschend kam daher seine Niederlage im Endkampf gegen den Japaner Iwao Horiuchi.
Bei den Olympischen Spielen 1964 in Tokio erzielte er in seinen ersten drei Kämpfen drei Punktsiege, da er dafür mit je einem Fehlpunkt belastet wurde, reichte seine Niederlage in der 4. Runde gegen Mahmut Atalay schon zu seinem Ausscheiden aus. Er belegte deshalb nur den 6. Platz. Ähnlich erging es Sarbeg bei der Weltmeisterschaft 1965 in Manchester. Er erzielte wieder vier Punktsiege, u. a. über Jan Karlsson aus Schweden, Enju Valtschew-Dimow und Iwao Horiuchi und schied dann nach einem Unentschieden gegen Mahmut Atalay aus, gewann aber noch die Bronzemedaille.
1966 gelang Sarbeg dann endlich ein Sieg bei einer großen internationalen Meisterschaft. In diesem Jahr wurden die Europameisterschaften wieder eingeführt. In Karlsruhe überzeugte Sarbeg dabei mit sieben Siegen in Folge. Bei der Weltmeisterschaft des gleichen Jahres in Toledo/USA enttäuschte er jedoch etwas, denn nach zwei Siegen unterlag er gegen Enju Valtschew-Dimow und den US-Amerikaner Werner Holzer und kam  nur auf den 6. Platz.
1967 war für Sarbeg ein sehr erfolgreiches Jahr. Er wurde im Frühjahr in Istanbul erneut Europameister und kam im Herbst bei der Weltmeisterschaft in New Delhi auf den 2. Platz. Sarbeg rang dabei u. a. gegen seinen Dauerrivalen Enju Valtschew-Dimow und den iranischen Superstar Abdollah Movahed unentschieden. Movahed hatte dadurch ein etwas besseres Punkteverhältnis und wurde vor Sarbeg Weltmeister.
1968 startete Sarbeg Beriaschwili zum zweiten Mal bei Olympischen Spielen und zum zweiten Mal gewann er keine olympische Medaille. Er blieb dabei zwar ungeschlagen, aber nach Punktsiegen über Dandsandardschaagiin Sereeter aus der Mongolei und Iwao Horiuchi bedeuteten zwei unentschiedene Kämpfe gegen Enju Valtschew-Dimow und Wayne Wells aus den USA sein Ausscheiden vor der Finalrunde und den 5. Platz.
Danach wechselte Sarbeg in das Weltergewicht und hatte dabei noch einmal zwei sehr erfolgreiche Jahre. 1969 wurde er in Mar del Plata endlich Weltmeister vor Wayne Wells und 1970 siegte er in Berlin zum dritten Mal bei einer Europameisterschaft.

## Internationale Erfolge
(OS = Olympische Spiele, WM = Weltmeisterschaft, EM = Europameisterschaft, F = freier Stil, Le = Leichtgewicht, damals bis 68 kg bzw. 74 kg Körpergewicht)
- 1963, 2. Platz, WM in Sofia, F, Le, mit Siegen über Enju Valtschew-Dimow, Bulgarien, Pak Tai-Hyun, Südkorea, Bojan Rangelow, Jugoslawien, Garibaldo Nizzola, Italien u. Mahmut Atalay, Türkei u. einer Niederlage gegen Iwao Horiuchi, Japan;
- 1964, 6. Platz, OS in Tokio, F, Le, mit Siegen über Muhamad Bashir, Pakistan, Udey Chand, Indien u. Enju Valtschew-Dimow u. einer Niederlage gegen Mahmut Atalay;
- 1965, 3. Platz, WM in Manchester, F, Le, mit Siegen über Kenneth Stephenson, England, Raymond Lougheed, Kanada, Jan Karlsson, Schweden, Enju Valtschew-Dimow uö. Iwao Horiuchi u. einem Unentschieden gegen Mahmut Atalay;
- 1966, 1. Platz, EM in Karlsruhe, F, Le, mit Siegen über Klaus Rost, BRD, Guy Collignon, Frankreich, Alfred Friedrich, Schweiz, Marek Roszkiewicz, Polen, Seyit Ahmet Ağralı, Türkei, Jan Karlsson u. Stojan Bimbalow, Bulgarien;
- 1966, 6. Platz, WM in Toledo/USA, F, Le, mit Siegen über Dandsandardschaagiin Sereeter, Mongolei u. Daniel Robin, Frankreich u. Niederlagen gegen Enju Valtschew-Dimow u. Werner Holzer, USA;
- 1967, 1. Platz, EM in Istanbul, F, Le, mit Siegen über Benno Hartmann, Österreich, Waldemar Dasal, Polen, Jan Karlsson u. Seyit Ahmet Ağralı u. einem Unentschieden gegen Enju Valtschwe-Dimow;
- 1967, 2. Platz, WM in New Delhi, F, Le, mit Siegen über Raul Lopez, Mexiko, Dandsandardschaagiin Sereeter u. Jan Karlsson u. Unentschieden gegen Enju Valtschew-Dimow u. Abdollah Movahed, Iran;
- 1968, 5. Platz, Olympische Spiele in Mexiko-Stadt, F, Le, mit Siegen über Ion Enache, Rumänien, Dandsandardschaagiin Sereeter u. Iwao Horiuchi u. Unentschieden gegen Enju Valtschew-Dimow u. Wayne Wells, USA
- 1969, 1. Platz, WM in Mar del Plata, F, We, vor Wayne Wells, Seiji Yamagata, Japan, Matti Poikala, Schweden und Adolf Seger, BRD;
- 1970, 1. Platz, EM in Berlin, F, We, vor Jan Karlsson, Angel Petrow, Bulgarien, Ludovic Ambrus, Rumänien, Wolfgang Nitschke, DDR u. Adolf Seger